# Пеунов Вадим Костянтинович
Вади́м Костянти́нович Пеу́нов (29 квітня 1923, Астрахань — 19 січня 2020, Сєвєродонецьк, Україна) — український письменник, член Національної спілки письменників України.

## Біографія
Учасник німецько-радянської війни, звільнений з лав армії після 6,5 років солдатчини, закінчив 15-ту львівську середню школу.
Закінчив у 1954 році Львівський університет за спеціальністю — редактор художньої та політичної літератури.
Автор сорока оригінальних книжок.
Живе у Донецьку (Україна).
З останніх творів: «Істина у трьох вимірах» (1998), роман-факт «Помста знехтуваних богів» (2000).

## Державні нагороди

### Україна
- Орден князя Ярослава Мудрого V ст. (27 червня 2013) — за значний особистий внесок у державне будівництво, соціально-економічний, науково-технічний, культурно-освітній розвиток України, вагомі трудові здобутки та високий професіоналізм[2]
- Повний кавалер ордена «За мужність»:
  - Орден «За мужність» I ст. (30 квітня 2010) — за мужність і самопожертву, виявлені в боротьбі з фашистськими загарбниками у відстоюванні свободи і незалежності Вітчизни, вагомий особистий внесок у розвиток ветеранського руху, патріотичне виховання молоді[3]
  - Орден «За мужність» II ст. (5 травня 2008) — за особисту мужність і самопожертву, виявлені в боротьбі з фашистськими загарбниками за свободу і незалежність Вітчизни, вагомий особистий внесок у розвиток ветеранського руху, патріотичне виховання молоді[4]
  - Орден «За мужність» III ст.[5]
- Медаль «Захиснику Вітчизни»[5]
- Заслужений працівник культури України (24 квітня 2003) — за вагомий особистий внесок у розвиток української літератури, активну громадську діяльність[6]

### СРСР[7]
- Орден Вітчизняної війни II ст.
- Медаль «За відвагу»
- Медаль «За оборону Сталінграда»

та ін.